# Wojsko Polskie na Środkowym Wschodzie
Wojsko Polskie na Środkowym Wschodzie – formacja wojskowa Polskich Sił Zbrojnych.

## Historia
25 września 1941 roku Naczelny Wódz, generał dywizji Władysław Sikorski mianował dowódcą Wojska Polskiego na Środkowym Wschodzie generała brygady Józefa Zająca. Datę tę można uznać za początek instytucjonalnego powstania formacji. Grupowała ona oddziały Wojska Polskiego stacjonujące na terenie Bliskiego Wschodu. Do czasu powołania jednolitego dowództwa obowiązki koordynatora działań wojsk w tym rejonie pełnił dowódca Samodzielnej Brygady Strzelców Karpackich, generał brygady Stanisław Kopański. Dowództwo Wojska Polskiego na Środkowym Wschodzie gen. bryg. Józef Zając objął po długiej podróży morskiej do Egiptu 1 grudnia 1941. 
12 września 1942 roku, po zakończeniu ewakuacji z ZSRR, generał Sikorski zatwierdził nową organizację Wojska Polskiego na Środkowym Wschodzie. Rozkazem tym zostały anulowane nazwy: Polskie Siły Zbrojne w ZSRR, Dowództwo Wojska Polskiego na Środkowym Wschodzie i 2 Korpus Strzelców. Dla całości wojska zgrupowanego w tym regionie ustalona została nazwa Armia Polska na Wschodzie.

## Struktura organizacyjna w sierpniu 1942 roku
- Dowództwo Wojska Polskiego na Środkowym Wschodzie
- 2 Korpus Strzelców
- Ośrodek Zapasowy
- Baza Ewakuacyjna w Teheranie
- Centrum Wyszkolenia Broni i Służb (zorganizowane na bazie Legii Oficerskiej)
- batalion Pomocniczej Służby Kobiet w Teheranie
- obóz Pomocniczej Służby Kobiet w Rechowot
- dowództwo szkół junaków

Stan liczebny wojsk wynosił: 40 148 ludzi; w tym: 3292 oficerów, 33005 szeregowych, 2326 kobiet w PSK oraz PCK, 1481 junaków i 8 urzędników cywilnych. Spośród nich na terenie bazy ewakuacyjnej w Teheranie pozostawało 244 oficerów i 1766 szeregowych.

## Obsada personalna Dowództwa
- dowódca - gen. bryg. Józef Zając
- zastępca dowódcy - gen. bryg. Stanisław Kopański
- szef sanitarny - płk lek. dr Franciszek Bałaszeskul